# Coeliccia renifera
Coeliccia renifera är en trollsländeart som först beskrevs av Selys 1886.  Coeliccia renifera ingår i släktet Coeliccia och familjen flodflicksländor. IUCN kategoriserar arten globalt som livskraftig. Inga underarter finns listade i Catalogue of Life.